# Neocrepidodera femorata
Neocrepidodera femorata es una especie de insecto coleóptero de la familia Chrysomelidae. Fue descrita científicamente en 1813 por Gyllenhaal.